# Nawerewere Village
Nawerewere Village är en ort i Kiribati.   Den ligger i örådet Tarawa och ögruppen Gilbertöarna, i den östra delen av landet, 18 km öster om huvudstaden Tarawa. Nawerewere Village ligger 10 meter över havet och antalet invånare är 1 780.
Terrängen runt Nawerewere Village är mycket platt.  Närmaste större samhälle är Tarawa, 18,5 km väster om Nawerewere Village. 